# Paula Yacoubian
Paula Yacoubian (Beirut, 4 de abril de 1976) es una periodista libanesa, presentadora de televisión, activista y política de origen armenio. Desde mayo de 2018 es diputada del Parlamento del Líbano por la lista Sabaa creada por la sociedad civil.
Es CEO y directora ejecutiva de "Integrated Communications". En 2015 fue una  de las expertas elegidas por el Banco Mundial como miembro de su Grupo de Trabajo sobre Diversidad e Inclusión por su defensa de los derechos de las mujeres, el empoderamiento femenino y por su defensa de la cuota femenina en la ley electoral del Líbano.

## Biografía
De ascendencia armenia es hija de un superviviente del Genocidio Armenio. 

### Trayectoria periodística
Yacoubian inició su carrera profesional a los 17 años en junio de 1995 en ICN (Red de Comunicaciones Independientes), una cadena de televisión libanesa fundada por Henri Sfeir. Posteriormente trabajó para el diario Nida' al Watan y a los 19 años se convertiría en una conocida periodista.  Más tarde fue nombrada jefa de la estación  regional y del  departamento de notícias internacional y tuvo su propio programa informativo, Al Sulta al Raabi'un (en árabe  السلطة الرابعة significa el Cuarto Poder). Fue muy activa en la denuncia del Genocidio Armenio en una serie de lengua del árabe.
Tras la clausura de la ICN, Yacoubian cambió a LBCI en el programa matinal Nharkon Saeed (en árabe نهاركم سعيد, Buenos días) además de presentar el informativo en las emisiones de satélite internacional del canal. Posteriormaente trabajó en la cadena libanesa MTV donde  presentó el programa Min al Akhar (en árabe من الأخر). Más tarde trabajó en Arab Radio and Television Network (ART) dónde  presentó varios programas. Su siguiente trabajo fue en Alhurra televisión en Estados Unidos donde su marido Muwaffak Harb trabajó en un canal de información pro-americano.
De regreso a Líbano, Yacoubian trabajó en Future TV una cadena próxima al Primer ministro Hariri donde lideró un programa de entrevistas. Entrevistó al primer ministro libanés Saad Hariri en Arabia Saudí en una emisión en directo que dirigió desde Riad después de que Hariri presentara su dimisión de la capital saudí entre rumores sobre sus condiciones reales en el país. La entrevista sirvió para disipar la preocupación sobre la situación de Hariri e incluyó el anuncio de su regreso al país.
Yacoubian es también directora ejecutiva y gerente general de "Integrated Communications", una compañía especializada en estrategias de comunicación y relaciones con los medios, así como en capacitación para hablar en público. Ella entrenadora certificada tras asisistir a varios cursos de capacitación y talleres en los Estados Unidos y tiene un título en Administración y Ciencias Políticas.

### Activismo
Como activista es fundadora de la campaña "Dafa Campaign", una de las campañas de donaciones más importantes desarrollada en Líbano y Oriente Medio para las personas desfavorecidas. Llegó a 14.800 familias libanesas en noviembre de 2015, 43.000 familias en diciembre de 2016 y más de 100.000 en 2017. También ofrece 15 becas para estudiantes que no pueden pagar la matrícula escolar. 

### Carrera política
En enero de 2018 anunció que dejaba la cadena Future TV para participar en las elecciones generales del Líbano. Concurrió en la lista Sabaa creada por la sociedad civil en distrito 1 de Beirut como candidata armenia ortodoxa, compitiendo con el partido Movimiento Futuro de Hariri y logró un escaño. Durante su campaña para acceder al parlamento Yacoubian criticó al establishment político actual como compuesto por personas de "familias reales", que confían en el miedo para obtener el apoyo de sus electores. Ella misma tuvo que financiarse la campaña. Fue una de las 111 mujeres candidatas, la cifra más alta de mujeres que han participado en unas elecciones en el Líbano.

## Vida personal
Divorciada de Muwaffak Harb con quien tiene un hijo. 

## Premios y reconocimientos
- 2017 Premio Order of the Crown from King Philippe of Belgium en reconocimiento por su activismo humanitario y su trabajo.[4]